# Grands Danseurs du Roi
Le théâtre des Grands Danseurs du Roi est une salle de spectacle parisienne construite en 1753, entièrement reconstruite en 1770 à la suite d'un incendie, et définitivement démolie en 1862 lors du percement de la place de la République. Créé par Jean-Baptiste Nicolet sous le nom de spectacle des Grands Danseurs, le théâtre prend sa dénomination royale en 1772, avant de s'en séparer en 1789 pour devenir le théâtre de la Gaîté et des Grands Danseurs, puis simplement le théâtre de la Gaîté en 1792. Après sa démolition en 1862, une nouvelle salle de spectacle est créée quelques rues plus loin : La Gaîté-Lyrique.

## Histoire
Fondée en 1753, la troupe de Jean-Baptiste Nicolet (1728-1796) s'installe en 1759 sur le tout nouveau boulevard du Temple. Succès aidant, Nicolet y fait édifier en 1763 un théâtre qu'il baptise Spectacle des Grands Danseurs et qu'il fait entièrement reconstruire en 1770 à la suite d'un incendie.
Composée des meilleurs acteurs, danseurs de corde, acrobates et artistes en tous genres spécialisés dans la farce, la troupe obtient sa dénomination royale le 23 avril 1772, à l'issue d'une représentation à laquelle assistent Louis XV et Madame du Barry, devenant le théâtre des Grands Danseurs du Roi. En 1789, la troupe prend le nom - plus prudent - de théâtre de la Gaîté et des Grands Danseurs, la référence à la troupe historique disparaissant définitivement en 1792.
Le théâtre perdurera jusqu'à sa démolition en 1862 pour permettre le percement de la place de la République et son transfert dans sa nouvelle salle square des Arts-et-Métiers.